# Autoridad Intergubernamental sobre el Desarrollo
La Autoridad Intergubernamental sobre el Desarrollo (IGAD) es una organización económica y de integración del África Oriental creada en 1996 para reemplazar la Autoridad Intergubernamental sobre la Sequía y el Desarrollo (IGADD). Está formada por ocho países del cuerno de África, el Valle del Nilo y los Grandes Lagos. Tienes su sede en Yibuti. Desde el 29 de noviembre de 2019  su Secretario Ejecutivo es el diplomático y político etíope Workneh Gebeyehu y desde la misma fecha la presidencia rotatoria recae en el primer ministro de Sudán Abdalla Hamdok.

## Estados miembros

### Cuerno de África
- Yibuti (miembro fundador, 1986)
- Etiopía (miembro fundador, 1986)

- Eritrea (admitido, 1993; suspendido, 2007; readmitido, 2011)

- Somalia (miembro fundador, 1986)

### Grandes Lagos
- Uganda (miembro fundador, 1986)

- Kenia (miembro fundador, 1986)

### Valle del Nilo
- Sudán (miembro fundador, 1986)

- Sudán del Sur (admitido, 2011)

## Historia
La Autoridad Intergubernamental para el Desarrollo se estableció en 1996. Sustituyó a la Autoridad Intergubernamental para la Sequía y el Desarrollo (IGADD)  un organismo multinacional fundado en 1986 por Yibouti, Etiopía, Somalia, Sudán, Uganda y Kenia, con un enfoque en el desarrollo y el control medioambiental. La sede de la IGADD se trasladó más tarde a Yibuti, tras un acuerdo firmado en enero de 1986 por los Estados miembros. Eritrea se unió a la organización en 1993, al lograr la independencia.
En abril de 1995, la Asamblea de Jefes de Estado y de Gobierno se reunió en Addis Abeba, donde acordaron fortalecer la cooperación a través de la organización, firmando un acuerdo el 21 de marzo de 1996. Finalmente la IGAD revitalizada, una nueva estructura organizativa, se lanzó el 25 de noviembre de 1996 en Yibouti.

## IGASOM/AMISON
En septiembre de 2006, el Consejo de Paz y Seguridad de la UA aprobó una propuesta de IGAD para desplegar una Misión de Apoyo a la Paz de IGAD en Somalia (IGASOM).
El 21 de febrero de 2007, el Consejo de Seguridad de las Naciones Unidas aprobó la Resolución 1744, que autorizó el despliegue de una nueva Misión de la Unión Africana en Somalia (AMISOM) en lugar de IGASOM.

## Estructura
La Asamblea de Jefes de Estado y de Gobierno es el órgano supremo de formulación de políticas de la Autoridad. Determina los objetivos, pautas y programas para IGAD y se reúne una vez al año. Se elige un Presidente entre los Estados miembros en rotación.
La Secretaría está encabezada por un Secretario Ejecutivo designado por la Asamblea de Jefes de Estado y de Gobierno por un período de cuatro años renovable una vez. La Secretaría ayuda a los Estados miembros a formular proyectos regionales en las áreas prioritarias, facilita la coordinación y armonización de políticas de desarrollo, moviliza recursos para implementar proyectos y programas regionales aprobados por el Consejo y refuerza las infraestructuras nacionales necesarias para implementar proyectos y políticas regionales. El actual Secretario Ejecutivo desde el 29 de noviembre de 2019 es el diplomático y político etíope Workneh Gebeyehu que sustituyó al keniata Mahboub Maalim quien estaba al frente de la organización desde el 14 de junio de 2008.
El Consejo de Ministros está compuesto por los Ministros de Relaciones Exteriores y otro Ministro designado por cada estado miembro. El Consejo formula políticas, aprueba el programa de trabajo y el presupuesto anual de la Secretaría durante sus sesiones bianuales.
El Comité de Embajadores está compuesto por los Embajadores o Plenipotenciarios de los Estados miembros de la IGAD acreditados en el país de la sede de la IGAD. Se convoca con la frecuencia necesaria para asesorar y guiar al Secretario Ejecutivo.